# Yoshio Komiya
Yoshio Komiya (jap. 小宮　好雄, Komiya Yoshio; * 1940) ist ein japanischer Badmintonspieler. 

## Karriere
Yoshio Komiya gewann 1956 seinen ersten nationalen Titel, wobei er im Herreneinzel erfolgreich war. Ein weiterer Titelgewinn im Einzel folgte 1961. Des Weiteren war er 1966 im Mixed mit Mixed erfolgreich. 1964 repräsentierte er sein Land im Thomas Cup. Im gleichen Jahr wurde er bei den Canadian Open 1964 sowohl Zweiter im Einzel als auch Zweiter im Doppel mit Yoshinori Itagaki. Bei den All England 1963 belegte er Rang fünf im Einzel.

## Sportliche Erfolge
| Saison | Veranstaltung                | Disziplin    | Platz | Name                              |
| ------ | ---------------------------- | ------------ | ----- | --------------------------------- |
| 1960   | Japan: Einzelmeisterschaften | Herreneinzel | 1     | Yoshio Komiya                     |
| 1961   | Japan: Einzelmeisterschaften | Herreneinzel | 1     | Yoshio Komiya                     |
| 1964   | Canadian Open                | Herrendoppel | 2     | Yoshinori Itagaki / Yoshio Komiya |
| 1966   | Japan: Einzelmeisterschaften | Mixed        | 1     | Yoshio Komiya / Akemi Ueno        |

## Referenzen
- Japanische Badmintonmeisterschaften 1947–2004 (Memento vom 28. August 2007 im Internet Archive)
- Annual Handbook of the International Badminton Federation. 29. Auflage, London 1971, S. 222–223.

| Personendaten    | Personendaten                |
| ---------------- | ---------------------------- |
| NAME             | Komiya, Yoshio               |
| ALTERNATIVNAMEN  | 小宮 好雄 (japanisch)        |
| KURZBESCHREIBUNG | japanischer Badmintonspieler |
| GEBURTSDATUM     | 1940                         |